# 乙二醇二甲醚
乙二醇二甲醚（Dimethoxyethane），也稱作1,2-二甲氧基乙烷，俗稱「二甲基溶纖劑」。無色透明液体，略有乙醚氣味，溶于水、乙醇、乙醚和氯仿。化学性质稳定，可用作硝酸纖維素、樹脂、寡糖和多醣的溶剂。他的沸點高於乙醚和THF，所以常被用來當作那兩種的替代品。另外它可以與雙齒配體反應成螯合物，因此常被用在有機金屬化學反應中，例如：格林納試劑、還原氫化反應和鈴木反應、施蒂勒反應等鈀催化偶聯反應。乙二醇二甲醚的间位交叉式是最低能量、最穩定的构象，而不是它的对位交叉式构象。

## 製備
乙二醇二甲醚可由以下若干個方法製備出：
- 透過威廉姆遜合成——先以2-甲氧基乙醇與鈉合成2-甲氧基乙醇的鈉鹽，再由2-甲氧基乙醇的鈉鹽與氯甲烷反應製得：

2 CH3OCH2CH2OH + 2 Na → 2 CH3OCH2CH2ONa + H2↑
CH3OCH2CH2ONa + CH3Cl → CH3OCH2CH2OCH3 + NaCl
- 透過硫酸二甲酯（DMS）烷基化2-甲氧基乙醇。
- 在二甲醚存在下裂解環氧乙烷，反應完後再以蒸餾分離出乙二醇二甲醚。這個反應由路易斯酸催化（例如：三氟化硼或它跟二甲醚的配合物）。该方法选择性不高，因為会产生二甘醇二甲醚、三甘醇二甲醚、四甘醇二甲醚等副产物：

CH3OCH3 + CH2CH2O → CH3OCH2CH2OCH3

## 應用
乙二醇二甲醚跟高電容率的化學物質(如：碳酸丙烯酯)混在一起可做為鋰電池的低黏度電解質。

## 外部連結
- Clariant Glymes Homepage www.glymes.com
- 1,2-Dimethoxyethane - Chemical industry.Chemicals description, manufacturers directory.（页面存档备份，存于）
- 國際化學品安全卡1568（页面存档备份，存于）
- 危險化學品